# ایتورورو
ایتورورو (به پرتغالی: Itororó) یک منطقهٔ مسکونی در برزیل است که در باهیا واقع شده‌است. ایتورورو ۲۰٬۳۸۸ نفر جمعیت دارد.